# Kitamoto
Kitamoto (jap. 北本市 Kitamoto-shi) – miasto w Japonii, na wyspie Honsiu, w prefekturze Saitama. Ma powierzchnię 19,82 km². W 2020 r. mieszkało w nim 65 228 osób, w 27 261 gospodarstwach domowych  (w 2010 r. 68 884 osoby, w 25 863 gospodarstwach domowych).